# Duftnesseln
Duftnesseln (Agastache) ist eine Pflanzengattung innerhalb der Familie der Lippenblütler (Lamiaceae). Von den etwa 23 Arten kommen fast alle von Nordamerika vor; nur eine Art ist in Asien verbreitet.
Einige Arten werden als Zier-, Aroma- oder Gewürzpflanzen verwendet. Die meisten von ihnen werden intensiv von Bienen und anderen bestäubenden Insekten beflogen.

## Beschreibung

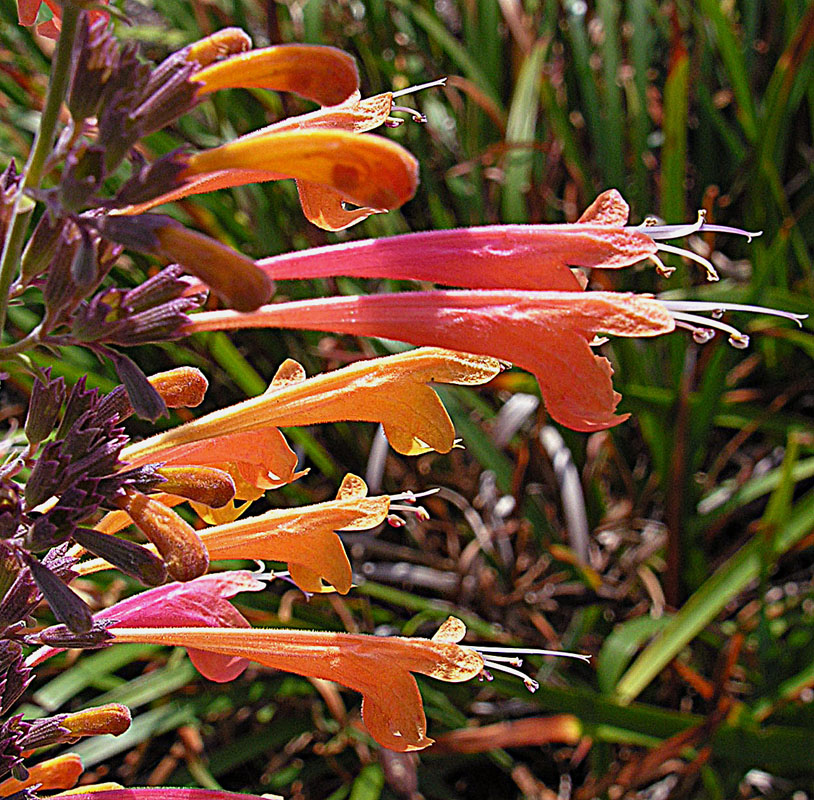
Zygomorphe Blüten von Agastache aurantiaca

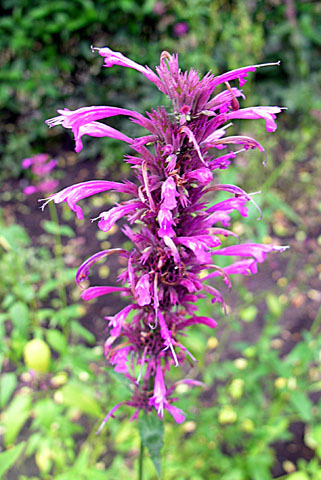
Blütenstand des Mexikanischen Riesenysop (Agastache mexicana)

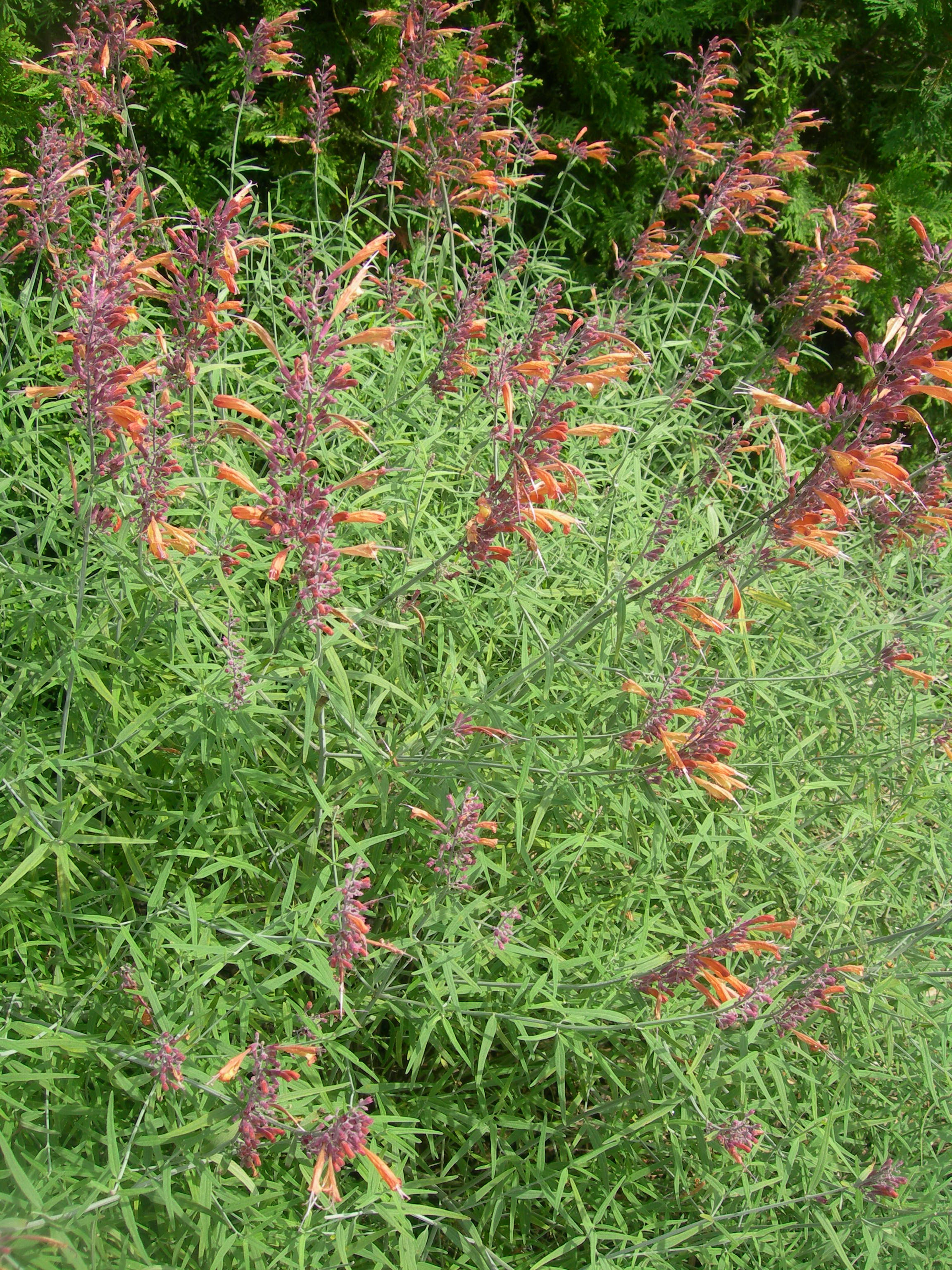
Habitus und Blütenstände von Agastache rupestris

### Vegetative Merkmale
Agastache-Arten sind ausdauernde krautige Pflanzen und erreichen je nach Art Wuchshöhen von 0,3 bis zu 4 Metern. Die Pflanzenteile sind aromatisch.
Die gegenständig angeordneten Laubblätter sind in Blattstiel und -spreite gegliedert. Die einfach Blattspreiten sind mehr oder weniger lanzettlich bis dreieckig. Die Blattränder sind gekerbt bis grob gesägt. Die Blattspreiten flaumig behaart und grau-grün bis grün. Beim Zerreiben verströmen sie einen starken Duft nach Anis, Süßholz (Lackritz), Minze oder auch Bergamotte.

### Generative Merkmale
Die zahlreichen Blüten sind dicht in sitzenden Scheinquirlen innerhalb ähriger Blütenstände angeordnet. Es sind ein oder mehrere laubblattähnliche, lanzettliche Tragblätter vorhanden.
Die zwittrigen Blüten sind zygomorph und fünfzählig mit doppelter Blütenhülle.
Die fünf rosafarbenen und später mehr oder weniger purpurfarbenen Kelchblätter sind röhrig verwachsen; die gerade, geaderte Kelchröhre endet über der schrägen Kelchschlund in zweilippig mit fünf Kelchzähnen mit zugespitztem oberen Ende. Die Blütenkrone ist zweilippig. Von den fünf Kronblättern sind zwei zur Oberlippe und drei zur Unterlippe verwachsen. Die Kronröhre ist gerade und zum Kronschlund hin leicht erweitert, so lang oder etwas länger als der Kelch; ohne innere Haarkrone. Die Oberlippe ist gerade und zweilappig. Die ausgestellte Unterlippe ist dreilappig und länger sowie breiter als die Oberlippe, wobei der aufgestellte Mittellappen der breiteste ist und gewellte Ränder hat, während die Seitenlappen gerade sind. Die Farben der Blütenkronen reichen je nach Art von weiß bis hell-purpurfarben.
Es ist nur ein Kreis mit ursprünglich fünf Staubblättern vorhanden; eines ist reduziert. Es sind nur vier fertile Staubblätter vorhanden, die mit dem Grund der Kronröhre verwachsen sind. Die Staubblätter überragen die Blütenkrone deutlich; es gibt zwei hintere, längere, nach vorne geneigte, und zwei vordere, aufsteigende. Die beiden länglichen Staubbeutelhälften sind zunächst parallel und spreizen nach oben auseinander. Zwei Fruchtblätter sind zu einem oberständigen Fruchtknoten verwachsen; er ist durch falsche Scheidewände in vier Kammern gegliedert. Der Griffel endet in zwei Narben und überragt die Blütenkrone.
Die Früchte befinden sich im wachsenden Kelch. Die Klausenfrüchte zerfallen in vier einsamige Teilfrüchte (Klausen). Die braunen, glatten Klausen sind etwa 2 Millimeter groß und am oberen Ende sind kurze Trichome vorhanden. Die Samen enthalten wenig Eiweiß.

### Chromosomensatz
Die Chromosomenzahl beträgt 2n = 18.

## Ökologie
Die Diasporen, es sind die Klausen, säen sich in der Regel selbst wieder aus und können daher invasiv werden.

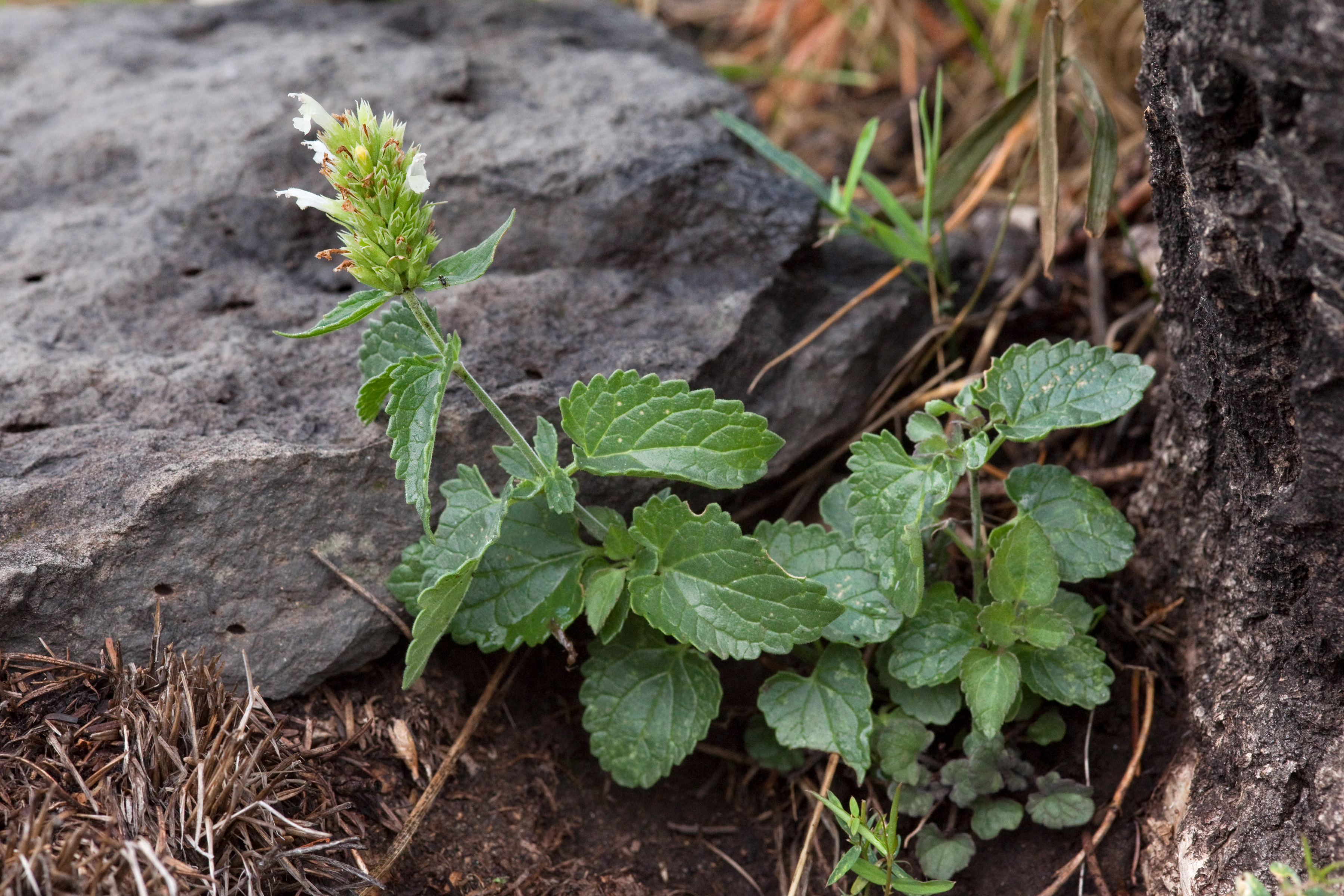
Agastache pallidiflora var. pallidiflora

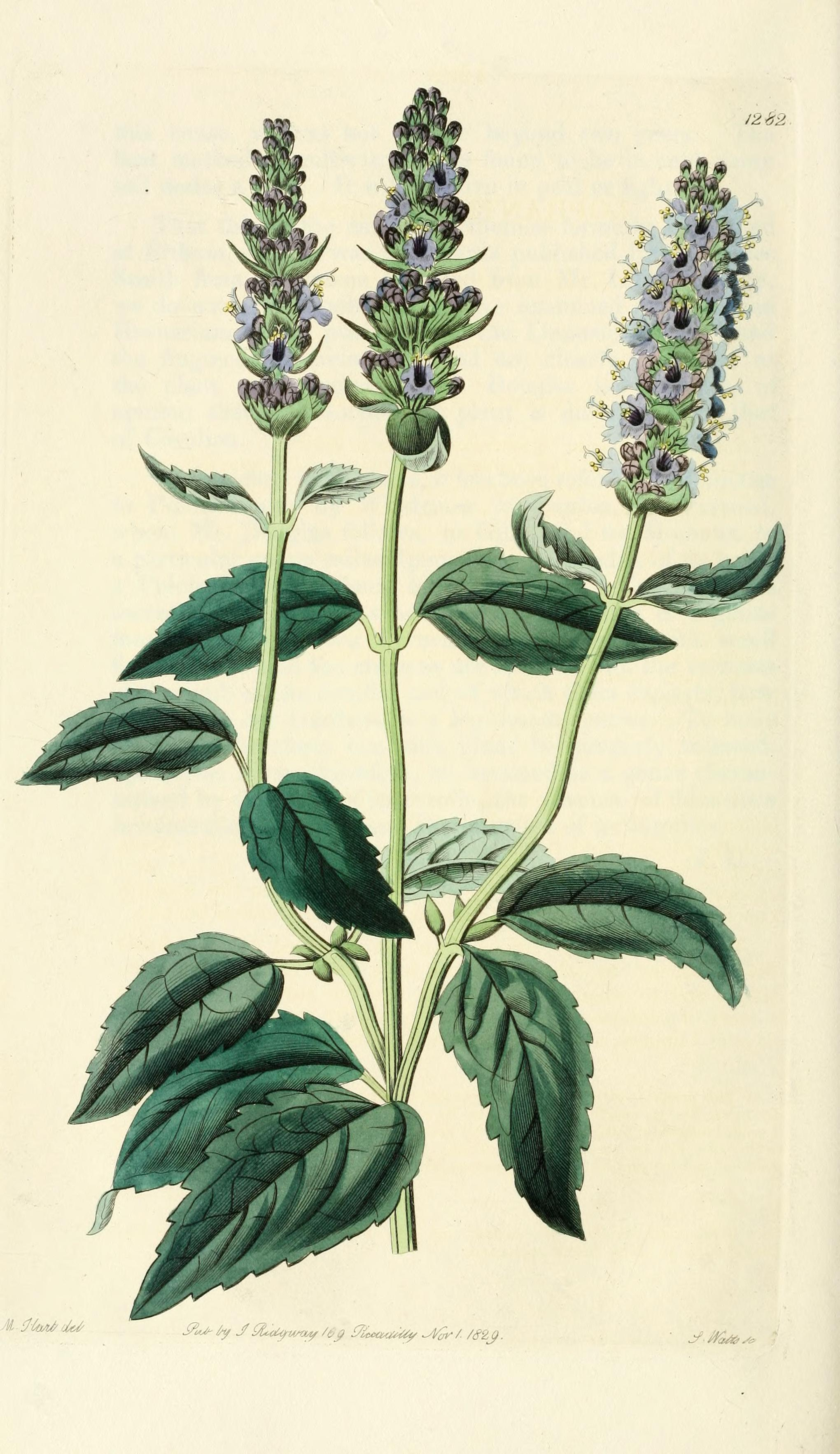
Illustration aus Edwards' botanical register, or, Ornamental flower-garden and shrubbery ... der Anis-Duftnessel (Agastache foeniculum)

## Systematik und Verbreitung
Die Gattung Agastache wurde 1762 durch John Clayton in Jan Frederik Gronovius: Flora Virginica, 2. Auflage, Seite 88 aufgestellt. Der Gattungsname Agastache bedeutet „sehr viele“ und „Ähren“, was die Blütenstände beschreibt. Synonyme für Agastache J.Clayton ex Gronov. sind: Brittonastrum Briq., Dekinia M.Martens & Galeotti, Flessera Adans., Lophanthus Benth. nom. illeg.,
Die Gattung Agastache gehört zur Subtribus Nepetinae aus der Tribus Mentheae in der Unterfamilie Nepetoideae innerhalb der Familie Lamiaceae.
Agastache-Arten sind von Nordamerika bis Mexiko sowie im asiatischen Raum verbreitet.
Es gibt je nach Autor etwa 22, seit 2016 23 bis fast 30 Arten:
- Agastache aurantiaca (A.Gray) Lint & Epling: Sie kommt in den mexikanischen Bundesstaaten Chihuahua sowie Durango vor.[3]
- Agastache breviflora (A.Gray) Epling: Sie kommt in den US-Bundesstaaten Arizona, Texas sowie New Mexico und im mexikanischen Bundesstaat Coahuila vor.[3]
- Agastache cana (Hook.) Wooton & Standl.: Sie kommt in den US-Bundesstaaten westliches Texas sowie südliches New Mexico vor[3]
- Agastache coccinea (Greene) Lint & Epling: Sie kommt in den mexikanischen Bundesstaaten Durango sowie südliches Chihuahua vor.[3]
- Agastache cusickii (Greenm.) A.Heller: Sie kommt in den westlichen US-Bundesstaaten Oregon, Idaho sowie Nevada vor.[3]
- Agastache eplingiana R.W.Sanders: Dieser Endemit kommt nur im südlichen Teil des mexikanischen Bundesstaat Durango vor.[3]
- Anis-Duftnessel (Agastache foeniculum (Pursh) Kuntze): Sie gedeiht im nördlichen zentralen Nordamerika in Prärien vor. Das Verbreitungsgebiet reicht von Kanada bis zu den nordwestlichen und nördlich-zentralen Vereinigten Staaten.[3]
- Agastache mearnsii Wooton & Standl.: Sie kommt in den mexikanischen Bundesstaaten Chihuahua sowie Sonora vor.[3]
- Mexikanischer Riesenysop (Agastache mexicana (Kunth) Lint & Epling): Er ist in Mexiko verbreitet.[3]
- Agastache micrantha (A.Gray) Wooton & Standl.: Sie kommt in den US-Bundesstaaten Arizona, Texas sowie New Mexico und im mexikanischen Bundesstaat Coahuila vor.[3]
- Agastache nepetoides (L.) Kuntze: Sie ist vom östlichen Kanada über die östlichen bis zu den zentralen USA verbreitet.[3]
- Agastache occidentalis (Piper) A.Heller: Sie kommt nur im nordwestlichen US-Bundesstaat Washington vor.[3]
- Agastache pallida (Lindl.) Cory: Sie kommt vom südlichen Arizona bis ins nördliche Mexiko vor.[3]
- Agastache pallidiflora (A.Heller) Rydb.: Es gibt etwa fünf Subtaxa:[3]
  - Agastache pallidiflora var. gilensis R.W.Sanders: Sie kommt in den US-Bundesstaaten Arizona sowie New Mexico vor.[3]
  - Agastache pallidiflora var. greenei (Briq.) R.W.Sanders: Sie kommt in den US-Bundesstaaten Arizona sowie New Mexico vor.[3]
  - Agastache pallidiflora var. harvardii (A.Gray) R.W.Sanders: Sie kommt in den US-Bundesstaaten Texas sowie New Mexico und im mexikanischen Bundesstaat Coahuila vor.[3]
  - Agastache pallidiflora subsp. neomexicana (Briq.) Lint & Epling: Sie kommt nur im US-Bundesstaat New Mexico vor.[3]
  - Agastache pallidiflora (A.Heller) Rydb. subsp. pallidiflora: Sie kommt in den US-Bundesstaaten Colorado, Arizona sowie New Mexico vor.[3]
- Agastache palmeri (B.L.Rob.) Standl.[3]
- Agastache parvifolia Eastw.[3]
- Agastache pringlei (Briq.) Lint & Epling[3]
- Ostasiatischer Riesenysop (Agastache rugosa (Fisch. & C.A.Mey.) Kuntze):[3] Er ist von Russlands Fernem Osten bis China, Japan, Korea und Taiwan verbreitet.[4] In weiteren Ländern Asiens ist er ein Neophyt.[4]
- Agastache rupestris (Greene) Standl.[3]
- Agastache sandersiana J.G.González: Sie wurde 2016 aus dem mexikanischen Bundesstaat Durango erstbeschrieben.[3]
- Agastache scrophulariifolia (Willd.) Kuntze[3]

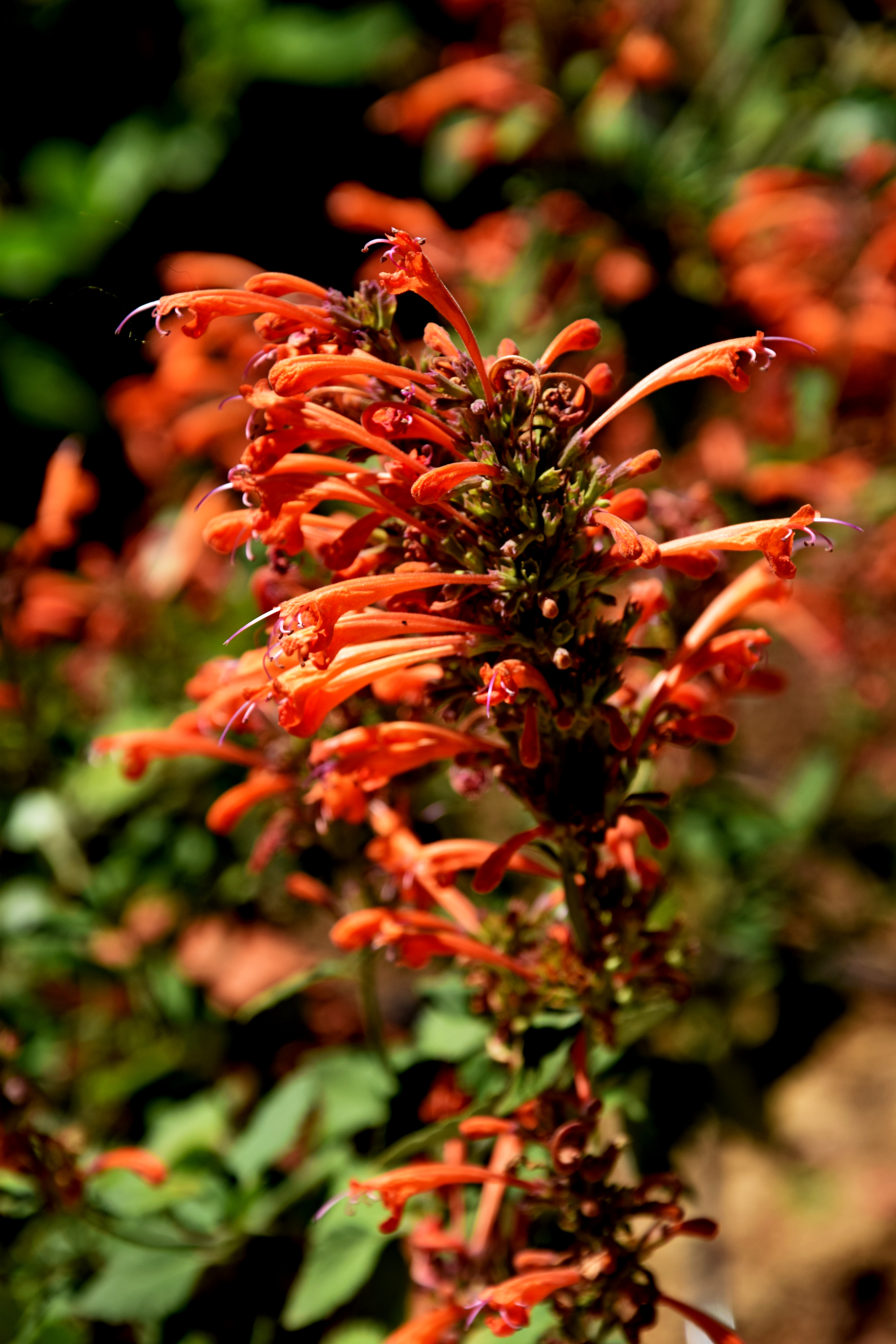
Sorte ‘Kudos Mandarin’

- Agastache urticifolia (Benth.) Kuntze[3]
- Agastache wrightii (Greenm.) Wooton & Standl.[3]

## Verwendung
Manche Agastache-Arten werden als Zierpflanze verwendet. Die medizinischen Wirkungen wurden untersucht und einige Arten werden in der Volksmedizin eingesetzt. Manche Agastache-Arten werden als aromatische Küchenkräuter in der nordamerikanischen und asiatischen Küche verwendet.
Agastache-Arten sind im Allgemeinen sehr winterharte, ausdauernde Pflanzen. Sie können sich an die meisten Bodenarten (einschließlich Kalkstein oder Lehm) anpassen, sofern sie nicht zu feucht stehen. Gute Standorte sind sonnig oder halbschattig ohne Staunässe und Agastache-Arten sind sehr trockenheitsresistent. Agastache-Arten sind umso winterhärter, je trockener sie stehen und kaum anfällig für Krankheiten oder Schädlinge.